# Aranel
Pour le personnage de J. R. R. Tolkien, voir Aranel (Terre du Milieu).
L'aranel B est un cépage de France de raisins blancs.

## Origine et répartition géographique
L'  aranel est une obtention de l'Institut national de la recherche agronomique de Montpellier. L'origine génétique est vérifiée et c'est un croisement des cépages grenache gris x saint-pierre doré. Cette nouvelle variété de raisin de cuve a été agréée par le CTPS (Comité Technique Permanent de la Sélection) en 1987 et classée recommandée depuis 1992. Elle est adaptée aux terroirs méridionaux. L'aranel est aujourd'hui classé recommandé dans les départements du Sud de la France. En France il couvre plus ou moins 5 hectares (1998).
Son nom est dérivé d'Arnel, nom d'un étang de Villeneuve-lès-Maguelonne, commune d'implantation de l'INRA de Montpellier.

## Caractères ampélographiques
- Extrémité du jeune rameau duveteux.
- Jeunes feuilles vertes.
- Feuilles adultes, 3 à 5 lobes avec des sinus latéraux à fonds concaves et à bords parallèles, un sinus pétiolaire fermé, des dents anguleuses, moyennes, un limbe aranéeux.

## Aptitudes culturales
La maturité est de deuxième époque: 20 - 22 jours après le chasselas.

## Potentiel technologique
Les grappes sont grosses et les baies sont de taille petite. La grappe est trocomique, compacte et ailée. Le cépage est assez fertile et régulier, peu sensible à la coulure et au millerandage. Il est assez résistant à la pourriture grise. Il peut être taillé court et conduit en gobelet.
En matériel certifié, un seul clone existe pour ce cépage : le clone 0879
L'Aranel est un cépage destiné à l'obtention de vins blancs secs.

## Synonymes
INRA 1816-106

## Sources